# Isoperla illyrica
Isoperla illyrica är en bäcksländeart som beskrevs av Ionel Grigore Tabacaru 1971. Isoperla illyrica ingår i släktet Isoperla och familjen rovbäcksländor. Inga underarter finns listade i Catalogue of Life.